# Makrokylindrus insignis
Makrokylindrus insignis är en kräftdjursart som först beskrevs av Sars 1871.  Makrokylindrus insignis ingår i släktet Makrokylindrus och familjen Diastylidae. Inga underarter finns listade i Catalogue of Life.